# صادق آباد
صادق آباد (بالأردوية: صادق آباد، پاکستان)‏ هي مستوطنة، في باكستان، تقع في Rahim Yar Khan District ‏، بلغ عدد سكانها 221,866 نسمة وذلك حسب إحصائيات سنة 2017، تبلغ مساحتها 30 كيلومتر مربع.